# Teatr U Przyjaciół

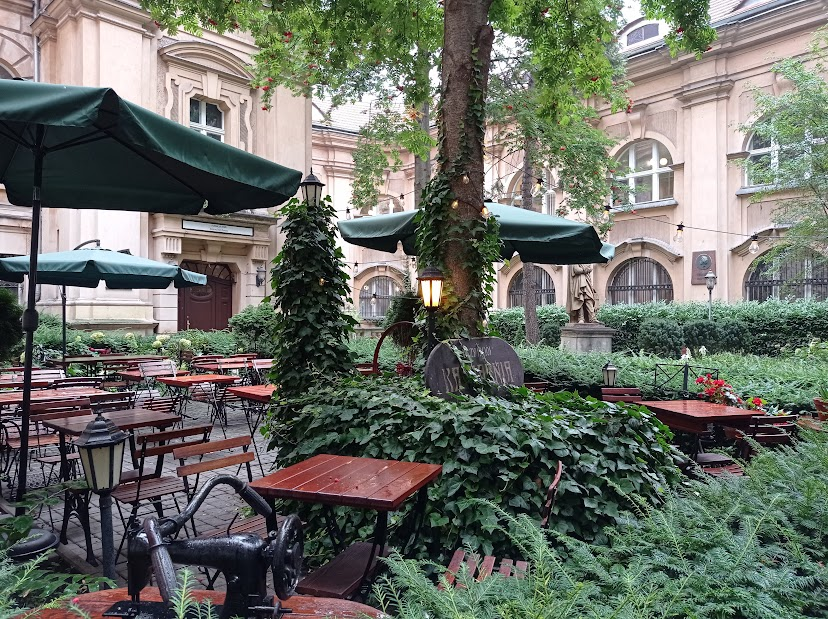
Dziedziniec gmachu PTPN Poznań, ogródek kawiarni literackiej U Przyjaciół

Teatr U Przyjaciół – poznański teatr alternatywny, powstał w 2003 roku w Kawiarni Literackiej U Przyjaciół w centrum miasta.

## Twórczość

### Spektakle
- Jesień Witkacego (premiera październik 2003; spektakl prezentowany podczas Festiwalu Nauki i Sztuki w Poznaniu; czerwiec 2004 w ramach Międzynarodowego Festiwalu Teatralnego Malta)
- Bloomsday, (spektakl z okazji setnej rocznicy Bloomsday 16 czerwca 2004; 101 Bloomsday w Poznaniu  16 czerwca 2005)
- Koncert Maszyn (premiera 23 września 2004)
- Legenda o świętym Patryku, Dni świętego Patryka w Poznaniu,  2005
- Serce zdrajca, na podstawie opowiadania E.A.Poe (premiera 3 czerwca 2005)
- Bi (premiera spektaklu na dziedzińcu PTPN 14 października 2005 roku – oficjalne zakończenie Festiwalu Nauki i Sztuki w Poznaniu)
- Prawdziwy opis przypadku pana Waldemara – seans mesmeryczny, na podstawie E.A.Poe *Opowieści niesamowite (premiera luty 2006)
- Legenda o świętym Patryku, Dni świętego Patryka w Poznaniu (12 i 17 marca 2006)
- Przedwczesny pogrzeb, inspiracja E.A.Poe „Opowieści niesamowite” (premiera marzec 2006)
- Bloomsday, na podstawie J.Joyce „Ulisses”   (16 czerwca 2006)
- Ymakrape (liborete „Biblioteka”; premiera 21 maja 2006)
- Pasje i obsesje Teodora Astray (premiera 20 maja 2006)
- Opowieści niesamowite - Kryptyk (spektakl zaprezentowany podczas Międzynarodowego Festiwalu Teatralnego Malta w czerwcu 2007 roku)
- Appendix (na podstawie S.I. Witkiewicz „Niemyte Dusze”, premiera 17 września 2007)
- Sherlock Holmes (premiera 22 maja 2008)
- Senne łagodne prześwity (premiera 2 października 2008)
- Dzień Blooma (premiera 15 października 2009)
- Teatroza (premiera 11 marca 2010)
- Magistryton (czwartek 20 maja 2010)
- Rekrutremy (czwartek 7 kwietnia 2011)
- Bywalcy Absurdutu (sobota 14 maja 2011)
- Fobie (czwartek 17 maja 2012)
- Alicja w lustrach (sobota 2 czerwca 2012)
- WitKacy (premiera 18 września 2012)
- Ostatnia ucieczka Brunona Schulza (19 listopada 2012)
- Gomber (23 maja 2013)
- K. (3 czerwca 2015)
- Ascendium (7 października 2016)
- IP_Istnienia Poszczególne (28 października 2016)[2]
- Horla. Przypadek rodziny Sablé (23 marca 2017)[2]
- Wariat i zakonnica (premiera 21 października 2017)[2]
- Elektra (premiera 20 kwietnia 2018)[2]
- Dzisiaj wyjeżdżam (premiera 25 października 2018)[2]
- Portret Doriana Wilde'a (premiera 15 maja 2019)[2]
- Oddychaj (premiera 18 września 2021)[2]
- Kabaret u przyjaciół (premiera 10 grudnia 2021)[2]

### Filmy
- Sonata Szymanowskiego na dwóch Witkacych (Zakopane, sierpień 2005)
- E.A. Poe - Opowieści niesamowite (Wnętrza kawiarni U Przyjaciół i Pałacyk w Zakrzewku, sierpień – wrzesień 2005)
- Pamiętnik (premiera styczeń 2007)

## Nagrody
- W 2006 roku Kawiarni – Teatrowi U Przyjaciół przyznano Medal Młodej Sztuki w dziedzinie animacji kultury.
- W 2007 film ”Opowieści niesamowite” zrealizowany przez zespół „Teatru U Przyjaciół” został wyróżniony I nagrodą na przeglądzie Filmowe Zwierciadła.